# Chrysometa jordao
Chrysometa jordao är en spindelart som beskrevs av Claude Lévi 1986. Chrysometa jordao ingår i släktet Chrysometa och familjen käkspindlar. Inga underarter finns listade i Catalogue of Life.